# Simporto sodio/cloro
Il simporto sodio/cloro (noto anche come cotrasportatore Na+/Cl- o NCC) è una proteina nel rene che ha la funzione di riassorbire ioni sodio e cloruro dal fluido tubolare nelle cellule del tubulo contorto distale del nefrone. È un membro della famiglia dei trasportatori di cloruri accoppiati a catione elettrolitici SLC12. Nell'uomo, è codificato dal gene SLC12A3 (membro della famiglia di portatori di soluto 12 membro 3) situato in 16q13.
Una perdita della funzione della NCC provoca la sindrome di Gitelman, una malattia autosomica recessiva caratterizzata da perdita di sale e bassa pressione sanguigna, alcalosi metabolica ipopotassiemica, ipomagnesemia e ipocalciuria. Sono state identificate oltre cento diverse mutazioni nel gene NCC.

## Biologia molecolare
Il simporto sodio/cloro o NCC è un membro della famiglia di trasportatori SLC12 di trasportatori di cloruri accoppiati a catione elettroneutrale, insieme ai trasportatori di cloruri di potassio (K+-Cl- trasportatori o KCC), i trasportatori di sodio-cloruro di potassio (Na+-K+-Cl- cotransporter o NKCCs e membro orfano CIP (proteina interagente cotransporter) e CCC9. La sequenza proteica del simulatore di cloruro di sodio ha un alto grado di identità tra diverse specie di mammiferi (oltre il 90% tra uomo, ratto e topo). Il gene SLC12A3 codifica per una proteina da 1.002 a 1.030 residui di aminoacidi. NCC è una proteina transmembrana, che si presume abbia un nucleo idrofobo di 10 o 12 domini transmembrana con domini amminici e carbossilici intracellulari. L'esatta struttura della proteina NCC non è nota, in quanto non è stata ancora cristallizzata. La proteina NCC forma omodimeri sulla membrana plasmatica.
La N-glicosilazione si verifica in due siti in un lungo ciclo extracellulare che collega due domini transmembrana all'interno del nucleo idrofobo. Questa modifica post-traduzionale è necessaria per ripiegare e trasportare correttamente la proteina sulla membrana plasmatica.

## Funzione
Poiché la NCC si trova sulla membrana apicale del tubulo contorto distale del nefrone, è rivolto verso il lume del tubulo ed è in contatto con il fluido tubulare. Usando il gradiente di sodio attraverso la membrana apicale delle cellule nel tubulo contorto distale, il simulatore di cloruro di sodio trasporta Na+ e Cl- dal fluido tubulare in queste cellule. Successivamente, il Na+ viene pompato fuori dalla cellula e nel flusso sanguigno dal Na+-K+ ATPasi situato sulla membrana basale e il Cl- lascia le cellule attraverso il canale del cloruro basolaterale ClC-Kb. Il simulatore di cloruro di sodio rappresenta l'assorbimento del 5% del sale filtrato sul glomerulo. È noto che l'attività di NCC ha due meccanismi di controllo che influenzano il traffico di proteine verso la membrana plasmatica e la cinetica del trasportatore mediante fosforilazione e defosforilazione di residui di serina/treonina conservati.
Poiché l'NCC deve trovarsi sulla membrana plasmatica per funzionare, la sua attività può essere regolata aumentando o diminuendo la quantità di proteine sulla membrana plasmatica. Alcuni modulatori NCC, come le chinasi WNK3 e WNK4, possono regolare la quantità di NCC sulla superficie cellulare inducendo l'inserimento o la rimozione, rispettivamente, della proteina dalla membrana plasmatica.
Inoltre, molti residui di NCC possono essere fosforilati o defosforilati per attivare o inibire l'assorbimento di NCC di Na+ e Cl-. Altri modulatori NCC, tra cui la deplezione di cloruro intracellulare, l'angiotensina II, l'aldosterone e la vasopressina, possono regolare l'attività dell'NCC mediante la fosforilazione dei residui conservati di serina/treonina. L'attività di NCC può essere inibita dai tiazidici, motivo per cui questo simporter è anche noto come Na+-Cl- cotransporter sensibile ai tiazidici.

## Patologia

### Sindrome di Gitelman
Una perdita della funzione della NCC è associata alla sindrome di Gitelman, una malattia autosomica recessiva caratterizzata da perdita di sale e bassa pressione sanguigna, alcalosi metabolica ipopotassiemica, ipomagnesemia e ipocalciuria.
Più di cento diverse mutazioni nel gene NCC sono state descritte come causa della sindrome di Gitelman, tra cui mutazioni senza senso, frame-shift, sito di giunzione e missenso. Esistono due diversi tipi di mutazioni nel gruppo di mutazioni missenso che causano la perdita della funzione NCC. Le mutazioni di tipo I causano una perdita completa della funzione NCC, in cui la proteina sintetizzata non è adeguatamente glicosilata. Le mutazioni di NCC che ospitano mutazioni di tipo I vengono mantenute nel reticolo endoplasmatico e non possono essere trasferite sulla superficie cellulare. Le mutazioni di tipo II causano una perdita parziale della funzione NCC in cui il cotransporter viene trasferito sulla superficie cellulare ma ha un'inserzione compromessa nella membrana plasmatica. Le mutazioni del NCC che ospitano il tipo II hanno proprietà cinetiche normali ma sono presenti in quantità inferiori sulla superficie cellulare, con conseguente riduzione dell'assorbimento di sodio e cloruro. L'NCC che ospita mutazioni di tipo II è ancora sotto il controllo dei suoi modulatori e può ancora aumentare o diminuire la sua attività in risposta agli stimoli, mentre le mutazioni di tipo I causano una completa perdita di funzionalità e regolazione del trasportatore. Tuttavia, in alcuni pazienti con sindrome di Gitelman, non sono state riscontrate mutazioni nel gene NCC nonostante un ampio lavoro genetico.

### Ipertensione e pressione sanguigna
NCC è stato anche implicato a svolgere un ruolo nel controllo della pressione arteriosa nella popolazione aperta, con polimorfismi comuni e rare mutazioni che alterano la funzione NCC, il riassorbimento del sale renale e, presumibilmente, la pressione sanguigna. Gli individui con rare mutazioni nei geni responsabili del controllo del sale nel rene, incluso l'NCC, hanno dimostrato di avere una pressione sanguigna più bassa rispetto ai controlli. NCC che ospita queste mutazioni ha una funzione inferiore rispetto al cotransporter di tipo selvaggio, sebbene alcune mutazioni riscontrate in individui nella popolazione aperta sembrano essere meno dannose per la funzione di cotransporter rispetto alle mutazioni in individui con sindrome di Gitelman.
Inoltre, gli eterozigoti di mutazioni che causano la sindrome di Gitelman (cioè individui che hanno una mutazione in uno dei due alleli e non hanno la malattia) hanno una pressione sanguigna più bassa rispetto ai non portatori della stessa famiglia.

### Pseudoipoaldosteronismo di tipo 2
Lo pseudoipoaldosteronismo di tipo 2 (PHA2), noto anche come sindrome di Gordon o ipertensione iperkaliemica familiare, è una malattia autosomica dominante in cui vi è un aumento dell'attività NCC che porta a bassa statura, aumento della pressione sanguigna, aumento dei livelli sierici di K+, aumento dell'escrezione urinaria di calcio e acidosi metabolica ipercloremica. Tuttavia, PHA2 non è causato da mutazioni all'interno del gene NCC, ma da mutazioni nei regolatori di NCC, ossia WNK1 e WNK4. I pazienti rispondono bene al trattamento con diuretici di tipo tiazidico.